# Hans Meyer (Schauspieler)
Hans Meyer (* 21. Juli 1925 in Paulpietersburg, Natal, Südafrika; † 3. April 2020 in Neuilly-sur-Seine, Frankreich) war ein südafrikanischer Schauspieler.

## Leben
Meyer wuchs in Südafrika auf. 1958 ging er nach London. Er wollte ursprünglich Barmann werden; ein befreundeter Fotograf, den er aus Kapstadt kannte, machte Fotos von ihm, die Meyer bei einer Werbeagentur einreichte. Aufgrund seines markanten Gesichts wurde er in Großbritannien, in Deutschland und Spanien für verschiedene Werbekampagnen, unter anderem für Zigaretten, Wodka und Cognac, verpflichtet. Ab 1962 lebte Meyer in Paris. Dort bewarb er sich als Statist beim Film, wo er von Anatole Litvak für dessen Film Die Nacht der Generäle engagiert wurde. Meyer erhielt sogar eine erste kleine Sprechrolle.
In den 1960er Jahren spielte er in zahlreichen französischen Filmen Nebenrollen an der Seite französischer Kinostars wie Lino Ventura, Alain Delon und Jean-Paul Belmondo. 1966 wurde er für die Komödie Drei Bruchpiloten in Paris, auch: „Die große Sause“ (La grande vadrouille), verpflichtet, wo er einen erzürnten SS-Vertreter verkörperte. In einer Szene war er gemeinsam mit Bourvil und Louis de Funès zu sehen; die Szenen waren jedoch getrennt gefilmt worden. 1968 spielte er in dem Actionkrimi Der Teufelsgarten von Yves Boisset. 1969 übernahm er die Rolle des Sheriffs Blade in dem in Spanien gedrehten Thriller Frühstück mit dem Killer. 1970 spielte er in dem Western Kanonen für Cordoba an der Seite von Raf Vallone, Giovanna Ralli und George Peppard in der Rolle des schwedischen Majors Svedberg den Anführer einer privaten Söldnerarmee.
1975 hatte er eine kleine Rolle in Stanley Kubricks Literaturverfilmung Barry Lyndon. 2001 spielte er die Rolle des Marquis d’Apcher in dem Horrorfilm Der Pakt der Wölfe.
In den 1970er Jahren arbeitete Meyer verstärkt auch für das Fernsehen. Er spielte eine durchgehende Serienrolle in der britischen Fernsehserie Colditz. 1978 war er in der Mini-Serie Holocaust – Die Geschichte der Familie Weiss zu sehen; darin spielte er den SS-Funktionär Ernst Kaltenbrunner. In dem Fernsehkrimi Die Freundin aus der Kindheit (1981) aus der Reihe Kommissar Moulin spielte er den Attentäter, dem am Ende Yves Rénier und Titelheldin Claude Jade das Handwerk legen.
In einer seiner letzten Rollen stellte er in dem Fernsehfilm Wir sind so verhasst den deutschen Bundeskanzler Konrad Adenauer dar.
Meyer starb Anfang April 2020 im Alter von 94 Jahren.

## Filmografie
- 1965: Elf Uhr nachts (Pierrot le fou)
- 1966: Die Nacht der Generale (La nuit des généraux)
- 1966: Drei Bruchpiloten in Paris, auch: „Die große Sause“ (La grande vadrouille)
- 1967: Die Abenteurer (Les aventuriers)
- 1968: Der Teufelsgarten (Coplan sauve sa peau)
- 1969: Frühstück mit dem Killer (Les étrangers)
- 1970: Kanonen für Cordoba (Cannon for Cordoba)
- 1971: Balduin, der Sonntagsfahrer (Sur un arbre perché)
- 1972–1974: Colditz (Fernsehserie)
- 1973: Le Magnifique – ich bin der Größte (Le Magnifique)
- 1975: Barry Lyndon
- 1978: Holocaust – Die Geschichte der Familie Weiss
- 1979, 1985: Der Aufpasser (Minder; Fernsehserie, 2 Folgen)
- 1981: Kommissar Moulin: Die Freundin aus der Kindheit
- 1985: Red Sonja
- 1986: Die Nacht ist jung (Mauvais sang)
- 1988: Ville étrangère
- 1989: Rosalyn und die Löwen (Roselyne et les lions)
- 1991: Kommissar Navarro (Navarro; Fernsehserie, 1 Folge)
- 2001: Pakt der Wölfe (Le pacte des loups)
- 2003: Die Bestechlichen 3 – Rückkehr eines Gauners (Ripoux 3)
- 2005: Sauf le respect que je vous dois
- 2007: Wir sind so verhasst (Nous nous sommes tant haïs)
- 2011: HH, Hitler à Hollywood